# Diaperoecia vancouverensis
Diaperoecia vancouverensis is een mosdiertjessoort uit de familie van de Diaperoeciidae. De wetenschappelijke naam van de soort is, als Entalophora vancouverensis, voor het eerst geldig gepubliceerd in 1923 door O'Donoghue & O'Donoghue.